# Булла, Александр Карлович
Александр Карлович Бу́лла (1881 — между 1942 и 1944) — российский и советский фотограф, мастер фоторепортажа.

## Биография
Родился в Петербурге в 1881 году. По происхождению немец. Его отец — купец-предприниматель и выдающийся российский фотограф-репортажник Карл Карлович Булла, известный фотографиями Императорского двора и города Санкт-Петербурга. Мать — Розалия Булла (урожд. Глинска); умерла от тяжёлой болезни, после чего Карл вновь женился. Брат Александра Виктор Булла — известный российский и советский фотограф и кинооператор; расстрелян в 1938-м.
О юных годах Александра Буллы сведений почти нет. Известно, что искусству фотографии его сначала учил отец, затем Александр отправился в Германию, где получил специальное образование в этой области. В 1909-м, изучив фотографическое дело, вернулся в Петербург и вместе с отцом и младшим братом Виктором начал работать в фотоателье отца, располагавшемся под вывеской «К. К. Булла» по адресу: Невский проспект, д. 54 (после революционных переименований — проспект 25 Октября, д. 54). Также совместно с братом организовал товарищество «Аполлон», где они занимались производством документальных фильмов. В 1912 году появились первые фотографии Буллы в журнале «Солнце России». В 1914—1915 годах Александр был фронтовым корреспондентом Первой мировой от этого журнала. Согласно некоторым сведениям, за самоотверженную работу в боевых условиях он был награждён Георгиевским крестом .

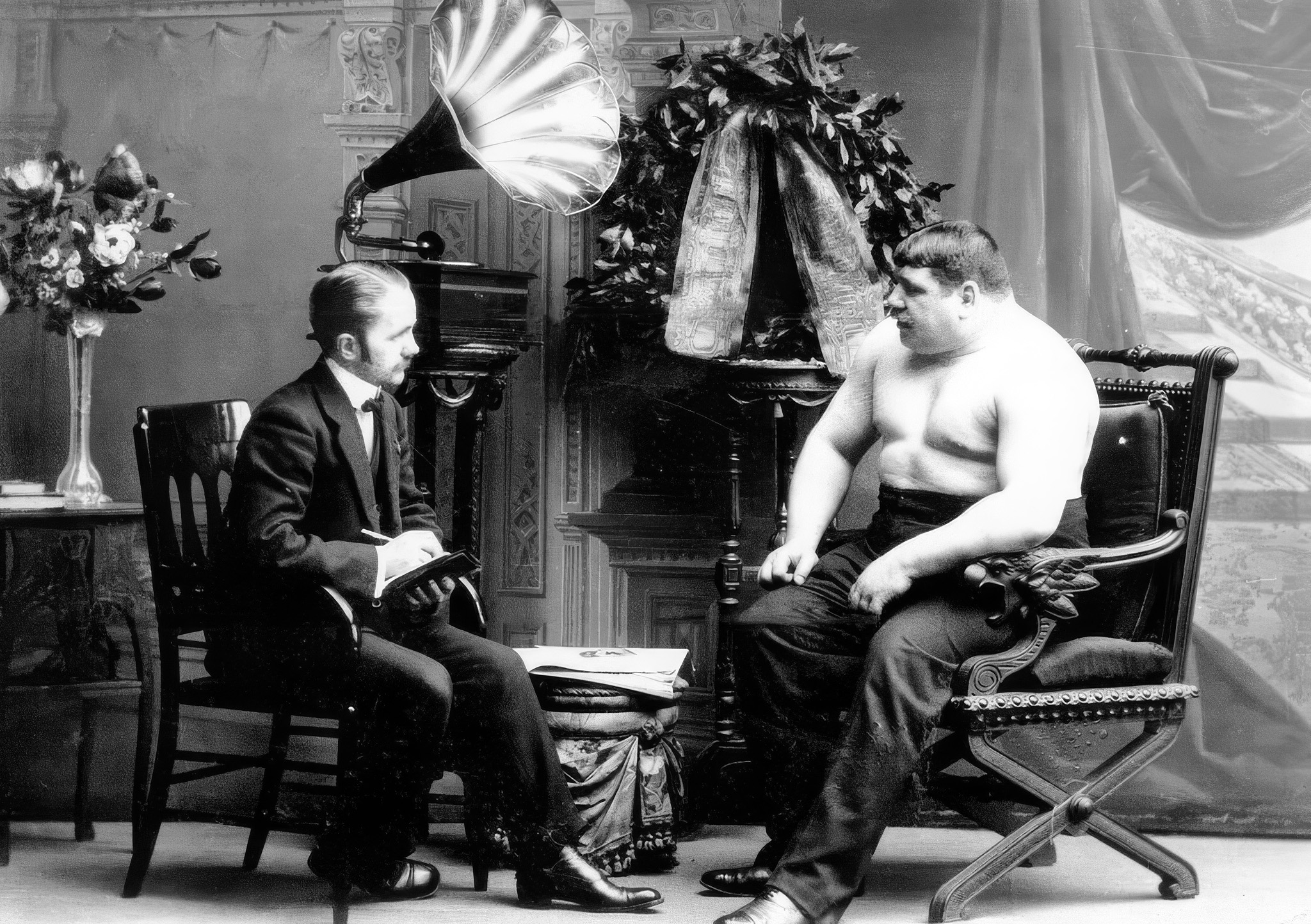
Александр Булла берет интервью у борца Николая Вахтурова

В 1916-м, после отъезда отца в Эстляндию, он на пару с братом стал совладельцем фотоателье, над которым теперь висела вывеска «Братья Булла». Позднее оно было национализировано и переименовано в «фотографию Ленсовета».
В 1917-м Булла снимал события Февральской революции. После большевистского переворота стал сотрудничать с новой властью. Был членом правления Ленинградского общества деятелей художественной и технической фотографии. С 1918-го начал публиковать свои фоторепортажи в журнале «Пламя», а вскоре его работы появились и на страницах таких журналов, как «Петроград» (позже переименован в «Ленинград»), «Красная панорама», а также в московском «Эхе».
В 1928 году Булла был арестован по обвинению в подделке документов и приговорён к заключению в исправительно-трудовом лагере. Наказание отбывал на Соловках. По воспоминаниям Дмитрия Лихачёва, там он, возможно, работал сторожем Мехзавода. Затем Булла был переведён в Белбалтлаг, где трудился фотографом на строительстве Беломорско-Балтийского канала. Предположительно в это время его освободили, но он, тем не менее, остался на стройке. Позже был переведён на строительство канала Москва — Волга, где работал фотографом от фотослужбы Москваволгостроя (Дмитровлага). Здесь ему разрешили публиковать снимки под своим именем во всех изданиях этой организации.
По завершении строительства уехал в Москву, где жила его дочь Марианна. По существующим сведениям, здоровье его к этому времени было сильно подорвано. Александр Булла умер на Соловках в 1943 году.

## Творчество
В творческом наследии братьев Александра и Виктора довольно сложно идентифицировать принадлежность той или иной работы кому-то одному из них. Сделать это могут лишь изданные открытки с указанием авторства. Известны фотографии Александра Буллы с Ясной Поляны, где он был вместе с отцом, с авиационной недели в Санкт-Петербурге, серии его фотографий Петербургского зоопарка, видов города, которые были выпущены издательством Куффельда.
Александр Булла снимал открытие памятников, сцены из спектаклей петербургских театров. Большое внимание он уделял портретной фотографии, запечатлев многих деятелей искусства своего времени, в том числе Ф. И. Шаляпина, Е. Е. Лансере, Ф. К. Сологуба, А. П. Павлову и др. Вместе с братом Виктором Александр занимался и киноискусством. За два года их сотрудничества в товариществе «Аполлон» было произведено около сорока документальных фильмов, в том числе на спортивную тему.
Важным в творчестве Александра Буллы является то, что он фиксировал на фотоплёнке значительные для России исторические события, как то Первая мировая война, Февральская революция или стройки первых пятилеток. Его работы повествуют о сложности и неоднозначности эпохи, в которую он жил и творил, и сохраняют для нас ценные документальные свидетельства нашей истории.

## Семья
Был женат. Дочь — Марианна Булла, проживала в Москве.